# Forræder (Sæson 2)
 For alternative betydninger, se Forræder. (Se også artikler, som begynder med Forræder)
Forræder er anden sæson af tv-serien Forræder TV 2, hvor 18 kendte danskere deltager. Seriens vært er Lise Rønne.
De 18 deltagere bliver delt op i to grupper: loyale og forrædere. Spillet er bygget op som en kamp mellem de loyale og forræderne, hvor det gælder om at spille hinanden ud. Forrædernes opgave er at myrde og forvise de loyale uden at blive afsløret af de loyale. De loyales opgave er at opsnappe hvem, der er forræder og få dem forvist fra spillet.
Om natten kan forræderne vælge enten at myrde en af de loyale eller at afpresse dem til at blive forræder.

## Deltagere
| Deltager          | Beskæftigelse                 | Deltager-Rolle | Grund til exit      |
| ----------------- | ----------------------------- | -------------- | ------------------- |
| Emil Trier        | Influencer                    | Loyal          | Vinder (Episode 8)  |
| Mikkel Trier      | Influencer                    | Loyal          | Vinder (Episode 8)  |
| Melissa Bentsen   | Influencer                    | Loyal          | Vinder (Episode 8)  |
| Bjarne Henriksen  | Skuespiller                   | Loyal          | Forvist (Episode 8) |
| Heino Hansen      | Komiker                       | Forræder       | Forvist (Episode 8) |
| Birgit Aaby       | Iværksætter                   | Loyal          | Forvist (Episode 8) |
| Pernille Højmark  | Sanger og skuespiller         | Forræder       | Forvist (Episode 7) |
| Emil Kondrup      | Journalist og tv-personlighed | Loyal          | Myrdet (Episode 7)  |
| Sara Slott        | Atlet                         | Loyal          | Forvist (Episode 6) |
| Jonas Eriksson    | Forfatter                     | Loyal          | Forvist (Episode 5) |
| Lene Beier        | Tv-vært                       | Loyal          | Myrdet (Episode 5)  |
| Anton Hjejle      | Skuespiller                   | Forræder       | Forvist (Episode 4) |
| Simi Jan          | Journalist og forfatter       | Forræder       | Forvist (Episode 3) |
| Camilla Dalsgaard | Danser                        | Loyal          | Myrdet (Episode 3)  |
| Tinus             | Drag-artist                   | Loyal          | Forvist (Episode 2) |
| Rasmus Andersen   | Influencer                    | Loyal          | Myrdet (Episode 2)  |
| Anthon Edwards    | Sanger                        | Loyal          | Forvist (Episode 1) |
| Ophelia Pitzner   | Studerende                    | Loyal          | Myrdet (Episode 1)  |

Notes
1. ↑  Pernille blev rekrutteret som forræder i afsnit 4.

## Episoder
| Episode   | Handling | Tid |
| --------- | -------- | --- |
| Episode 1 |          |     |
| Episode 2 |          |     |
| episode 3 |          |     |
| episode 4 |          |     |
| Episode 5 |          |     |
| Episode 6 |          |     |
| Episode 7 |          |     |
| Episode 8 |          |     |